# Rich Text Format
RTF (Rich Text Format) – format pliku opracowany w 1987 r. przez Microsoft do międzyplatformowej wymiany informacji pomiędzy procesorami tekstów.
RTF posługuje się zestawami znaków ANSI, PC-8, Macintosh lub IBM PC do sterowania formatowaniem tekstu na ekranie i w druku. Od wersji 1.6 RTF obsługuje Unicode. Składnia formatu jest podobna do składni TeX. Użycie kodów sterujących pozwala łatwo tworzyć dokumenty z definicją czcionki, wielkością czcionki, kolorem tekstu czy tablicami. RTF jest formatem domyślnych edytorów w systemie OS X – TextEdit, oraz w systemie Microsoft Windows – WordPad.

## Przykład pliku
Użycie poniższego kodu: 
```
 {\rtf
 Cześć!\par
 Trochę {\b wytłuszczonego tekstu}.\par
 }

```

da w wyniku:

Cześć!

Trochę wytłuszczonego tekstu.